# Беломоіна Яна Борисівна
Я́на Бори́сівна Беломо́іна (нар. 2 листопада 1992, Луцьк) — українська велосипедистка з маунтенбайку в крос-кантрі. На Літніх Олімпійських іграх 2012 у крос-кантрі серед жінок посіла 13-те місце, в Ріо-де-Жанейро-2016 дев'яте місце, а на Олімпійських іграх 2020 в Токіо восьме місце.
На чемпіонаті світу з маунтінбайку 2010 року на горі Сент-Енн у Квебеку, Канада виборола срібну медаль серед жінок-юніорів, шосте місце на чемпіонаті світу з маунтбайку 2011 року серед жінок до 23 років у Шампері, Швейцарія, срібло на Чемпіонаті світу маунтбайку 2012 року з крос-кантрі серед жінок до 23 років у Леогангу, Австрія, срібло на Кубку світу з маунтбайку 2012 у крос-кантрі серед жінок до 23 років у Пітермаріцбурзі (ПАР), бронза на Чемпіонаті світу маунтбайку 2013 року з крос-кантрі серед жінок до 23 років у Пітермаріцбурзі (ПАР), чемпіонка Європи з маунтбайку 2013 у крос-кантрі серед жінок до 23 років.
У вересні 2015 року на чемпіонаті світу з маунтбайку у Валлнорді (Андорра) Яна Беломоіна здобула бронзову нагороду.
Бронзова чемпіонка Європи-2020.
На етапі кубка світу в травні 2021 року, де фінішувала п'ятою, виступала з сильним болем. Після турніру діагностували камені в нирках, через що змушена знятися з другого етапу кубка світу в Нове Место, Чехія.